# Senegalia polyphylla
Senegalia polyphylla (DC.) Britton & Rose é uma espécie pertencente à família Fabaceae, subfamília Mimosoideae. É o nome científico da planta que possui como nomes populares (entre outros): angico-branco (em Minas Gerais e São Paulo), angiquinho, espinheiro (no Amazonas e Bahia), espinheiro-preto (em São Paulo e Acre), guarucaia (em São Paulo), monjoleiro (em Minas Gerais, Paraná e São Paulo), paricá-branco (no Pará) e paricá-rana (também no Pará).
Esta leguminosa apresenta porte arbóreo ou arbustivo e acúleos retos ou incurvos, enegrecidos, sem pontas avermelhadas.[carece de fontes?] Apresenta grande variação morfológica e possui três variedades descritas.[carece de fontes?]

## Distribuição geográfica
É uma espécie com ampla distribuição no continente americano, ocorrendo desde o México à Argentina. No Brasil ocorre nos estados: Alagoas, Amazonas, Bahia, Ceará, Espírito Santo, Goiás, Mato Grosso, Mato Grosso do Sul, Minas Gerais, Pará, Paraná, Paraíba, Piauí, Rio de Janeiro, São Paulo e Sergipe. Está presente na Amazônia, Caatinga, Cerrado, Mata Atlântica e Pantanal.
Contribui significativamente, em determinadas áreas, para o índice de valor de cobertura. É característica dos estágios iniciais de sucessão secundária, sendo recomendada para reflorestamentos mistos com essências nativas.

## Sinónimos
Esta espécie tem como basónimo Acacia polyphylla DC., e sinónimos Acacia glomerosa Benth. e Acacia polyphylla DC. var. polyphylla.